# Seznam screamo skupin
Stran predstavlja seznam nekaterih najbolj znanih screamo skupin. Nekatere skupine pa poleg uvrščanja v to glasbeno zvrst uvrščamo tudi v npr. metalcore, post hardcore, mathcore in alternativni rock (odvisno od skupine).

## 0–9
- 36 Crazyfists
- 1905 band

## A
- A Change of Peace
- Aiden
- Alesana
- Alexisonfire
- Amanda Woodward
- Ampere
- As I Lay Dying
- Atreyu
- Avenged Sevenfold
- A Static Lullaby

## B
- Between Home & Serenity
- Bleed the Dream
- Bleeding Kansas

## C
- Chiodos
- Circle Takes the Square

## D
- Danse Macabre
- Dead Poetic
- Deciding Tonight
- Drop Dead, Gorgeous

## E
- Emery
- Enter Shikari
- Envy
- Evergreen Terrace
- Every Time I Die
- Eyes Set To Kill

## F
- Fear Before the March of Flames
- Fightstar
- Finch
- From Autumn to Ashes
- From First to Last
- Funeral Diner

## G
- Glassjaw
- Greeley Estates

## H
- Hawthorne Heights
- Hopesfall
- Hot Cross

## I
- I, Robot

## J
- Joshua Fit for Battle

## L
- La Quiete

## M
- Mihai Edrisch
- My Chemical Romance

## N
- Neil Perry
- Norma Jean

## O
- Orchid

## P
- pg. 99
- Poison the Well

## R
- Raein

## S
- Saetia
- Saosin
- Scary Kids Scaring Kids
- Senses Fail
- Silverstein
- Story of the Year

## T
- Taking Back Sunday
- The Blood Brothers
- The City of Caterpillar
- The Number Twelve Looks Like You
- The Red Jumpsuit Apparatus
- The SmashUp
- Thrice
- Thursday

## U
- Underoath

## V
- Vendetta Red

## W
- Wow, Owls!

## Y
- Yaphet Kotto
- Yesterdays Rising